# Buckley (Washington)
Buckley es una ciudad ubicada en el condado de Pierce en el estado estadounidense de Washington. En el año 2000 tenía una población de 4.509 habitantes y una densidad poblacional de 414,2 personas por km².

## Geografía
Buckley se encuentra ubicada en las coordenadas 47°9′44″N 122°1′40″O / 47.16222, -122.02778.El río White pasa por la frontera norte de la ciudad.

## Demografía
Según la Oficina del Censo en 2000 los ingresos medios por hogar en la localidad eran de $49.453, y los ingresos medios por familia eran $54.900. Los hombres tenían unos ingresos medios de $43.409 frente a los $29.688 para las mujeres. La renta per cápita para la localidad era de $19.744. Alrededor del 8,3% de la población estaban por debajo del umbral de pobreza.